# Friedrich Scheck
Friedrich Scheck (* 26. Dezember 1879 in Hofgeismar; † 29. April 1924 in Draheim bei Tempelburg, Hinterpommern) war ein deutscher Rittergutsbesitzer und Verwaltungsjurist.

## Leben
Scheck studierte an der Albert-Ludwigs-Universität Freiburg Rechtswissenschaft. 1901 wurde er im Corps Hasso-Borussia Freiburg recipiert. Nach den Examen trat er in die innere Verwaltung Preußens. Er war Regierungsrat in Frankfurt (Oder). Im Februar 1919 wurde er kommissarisch, im Oktober 1919 endgültig zum Landrat im Landkreis Friedeberg Nm. ernannt. Wohl wegen einer Beteiligung am Kapp-Putsch wurde er am 25. Mai 1920 entlassen. Bei Tempelburg (im heutigen Powiat Drawski) besaß er das Rittergut Draheim. Er starb mit 42 Jahren.